# 土下座

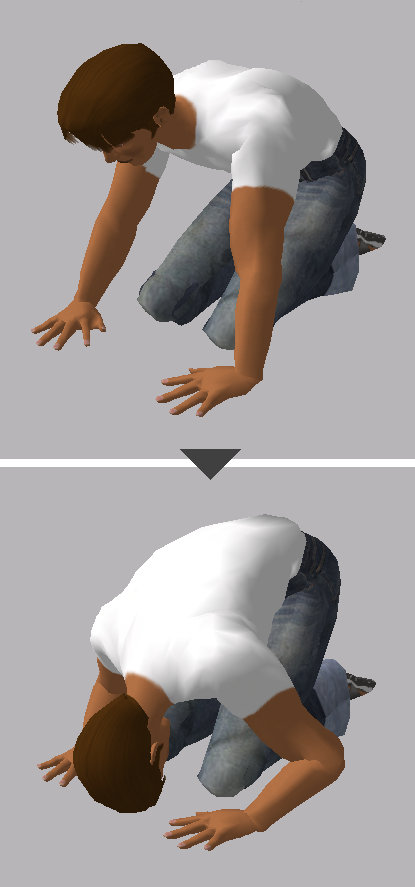
土下座的動作

土下座（日语：／ Dogeza）是日本傳統禮儀，指直接跪在地上，並平伏在地的動作，向對方無比尊崇的地位表謙讓之意，或向對方表深切歉意。

## 土下座與相應的法律
強迫他人土下座可能構成强迫罪（在日本法律中，以强迫的方式要求他人进行没有义务的行为构成强迫罪）。日本曾有客人要求店員土下座道歉的圖片被上傳到Twitter後遭逮捕判刑的案例，之後類似的刑事案件也逐漸增加。而在這起事件前上映的電視劇《半澤直樹》的主角要求大和田常務土下座的場景也引起了媒體的疑慮與討論。